# Seznam škol v Rožnově pod Radhoštěm
Seznam škol v Rožnově pod Radhoštěm.

## Mateřské školy
- Mateřská škola Radost Rožnov pod Radhoštěm, 5. května 1701 a (odloučené pracoviště) Svazarmovská 1444
- Mateřská škola Na Zahradách Rožnov pod Radhoštěm, Na Zahradách 644
- Mateřská škola 5. května Rožnov pod Radhoštěm, 5. května 1527
- Mateřská škola 1. máje Rožnov pod Radhoštěm, 1. máje 1153

## Základní školy
- Základní škola Sedmikráska, o.p.s. Rožnov pod Radhoštěm, Bezručova 293
- Základní škola Pod Skalkou Rožnov pod Radhoštěm, Bezručova 293
- Základní škola Záhumení Rožnov pod Radhoštěm, Boženy Němcové 1180
- Základní škola Videčská Rožnov pod Radhoštěm, Videčská 63
- Základní škola Koryčanské Paseky Rožnov pod Radhoštěm, Sevastopolská 467
- Základní škola a Mateřská škola Vigantice (Rožnov pod Radhoštěm), Vigantice 88
- Základní škola 5. května Rožnov pod Radhoštěm, 5. května 1700

## Střední škola a odborná učiliště
- Střední škola informatiky, elektrotechniky a řemesel Rožnov pod Radhoštěm, Školní 1610
- Střední škola cestovního ruchu, s.r.o. Rožnov pod Radhoštěm, U Kantorka 406
- Střední škola zemědělská a přírodovědná Rožnov pod Radhoštěm, nábřeží Dukelských hrdinů 570
- Gymnázium Rožnov pod Radhoštěm, Koryčanské Sevastopolská 1725

## Vysoké a vyšší odborné školy
Od akademického roku 2009/2010 nabízí Univerzita Tomáše Bati ve Zlíně ve spolupráci se Střední školou informatiky, elektrotechniky a řemesel bakalářské studium oboru Informační a řídící technologie. Prozatím ale nebyl doposud nabízený obor otevřen pro malý počet zájemců.

## Speciální školská zařízení
- Základní umělecká škola Rožnov pod Radhoštěm, Pionýrská 20
- Základní škola praktická Rožnov pod Radhoštěm, Tyršovo nábřeží 649
- Středisko volného času Rožnov pod Radhoštěm, Bezručova 293